# 黒澤潤
黒澤 潤（くろさわ じゅん、1964年10月3日 - ）は、日本の映画監督、撮影監督。
埼玉県深谷市出身。埼玉県立熊谷高等学校、多摩美術大学美術学部芸術学科卒業。
映画監督としては、監督・脚本・撮影・美術・編集・出演等を兼ね、一般的な商業映画とは異なり「言語や物語に頼らず、映像独自の、自立した、純粋な表現を追及する」、いわゆるアヴァンギャルド映画（前衛映画）（Avant-Garde Cinema）、実験映画（Experimental Film）、アンダーグラウンド映画（Underground Cinema）と呼ばれるスタイルを貫いている。

## 略歴
埼玉県深谷市で生まれで育つ。幼少の頃に観た子供番組「悪魔くん」の魔術的儀式のシーンが恐怖のあまりトラウマとなり、荒れた粒子の白黒16mmフィルム映像が脳裏に焼き付く。幼い頃から絵を描くことが好きで、また中学、高校ではロックからの強烈な洗礼を受ける。特にグラムロック時代のデビッド・ボウイとパンクロックに心酔し、今でもセックス・ピストルズの『プリティ・ヴェイカント』（Pretty Vacant）が頭の中で常に鳴っていると本人は話す。
多摩美術大学に進学後、同期の八重樫繭巳とインディーズ・バンド月光慰問客を結成。ジンタとテクノが融合するオリジナルなサウンドと演劇色の強いステージでライブハウスを中心に活動する。
1985年、大学の同期とともに作った『君と世界との戦いならば世界を支援せよ』（出演：倉石信乃、他）で8mmフィルムによる初の劇映画を試みるが、音楽活動に専念するため大学を一時休学し、映画からも離れる。
1987年、後に世界的なアニメーション作家となる山村浩二が東京造形大学の卒業制作作品として製作した『水棲』の音楽を、後に蝋人形師となる杉本英輝の推選により担当することなり、以降数本の山村浩二作品の音付けを行う。
1988年、多摩美術大学に復学後、寺山修司主宰の前衛演劇グループ「天井桟敷」の創設メンバーの一人だった萩原朔美に師事し映画制作を再開する。

### 映画監督として
初期の作品においては「光や物体（あるいはフィルムそのもの）をフレーム単位の編集によって操作する構造的実験映画のスタイル」の作品を多数制作、やがて作品は物語性を取り入れ始め、より自身の内面的世界の分析へと移行して行く。

初の長編映画『猫耳』（1993）は1993年のロッテルダム国際映画祭に招待され、その後は当時オランダに在住していた映画監督イアン・ケルコフ（現Aryan Kaganof）のキュレーションによりヨーロッパ33都市で巡回上映される。翌年の1994年、恵比寿イーストギャラリーの地下空間で行われた日本でのプレミア上映では、会場に病院用ベッドをずらりと並べ、観客はベッドの上で映画を鑑賞する特異な空間を演出し、記録的な観客数を動員した。

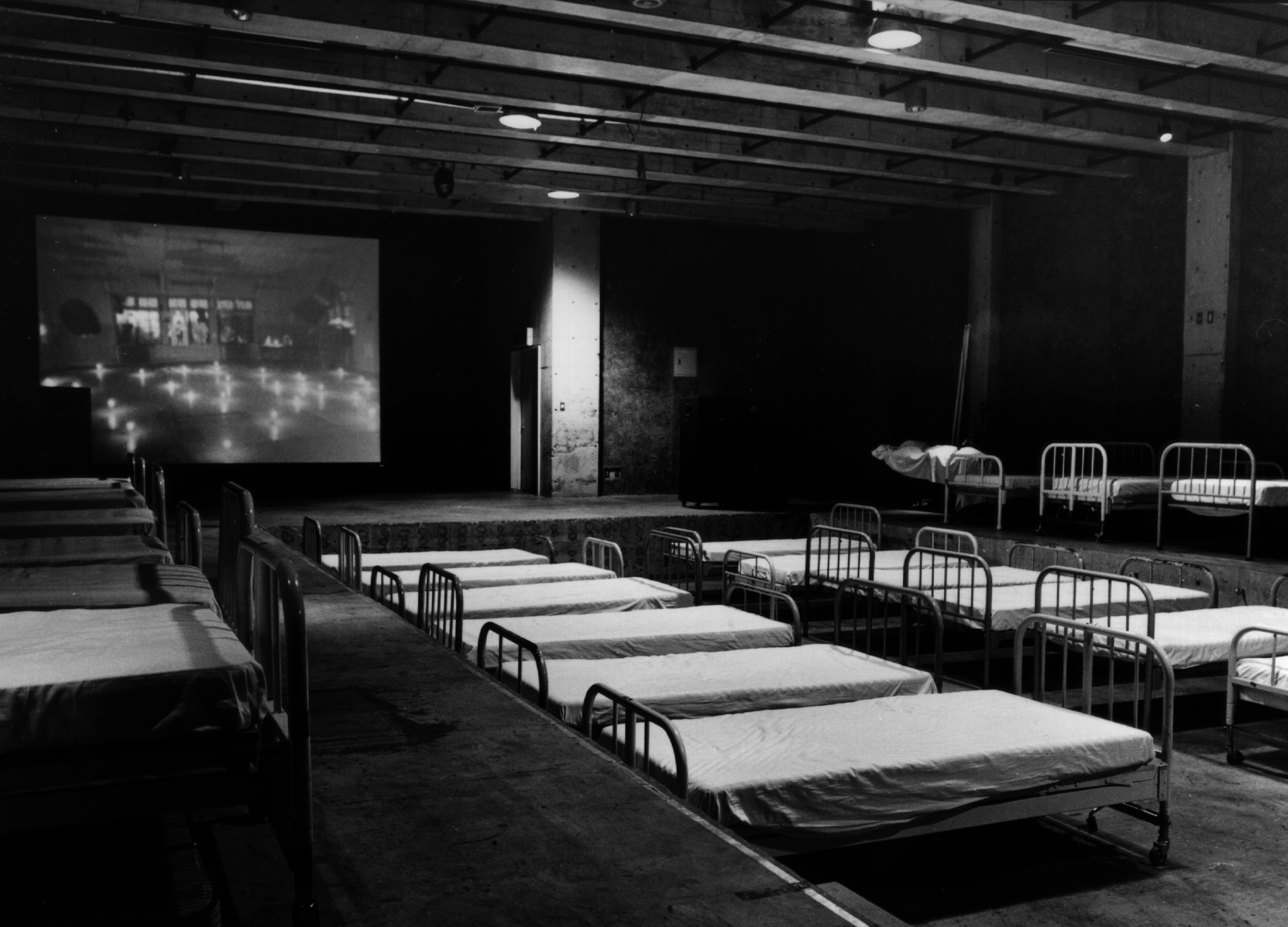
NEKO-MIMI Japan Premium Screening Venue

以降もパフォーマンスユニットとのコラボレーションや、現代音楽の巨匠ブルーノ・マデルナの遺作オペラ『サテュリコン』 を鶯谷の元キャバレーだった空間東京キネマ倶楽部で演出するなど、常に越境した映像表現を探求し続けている。
その評価は日本よりむしろ海外での方が高く、『片足の神様』（『 The god crippled with one leg〈JESUS WITH ONE LEG〉』）（1994年）はヨーロッパを中心にゴスの聖典と評される。

### 撮影監督として
鈴木章浩監督の初長編映画『天使の楽園』では、全編三脚を使わず手持ちカメラによる撮影を試み、自然光を意識した斬新なカメラワークで、瑞々しくも美しいフィルム映像と評価された。
またイアン・ケルコフ（現Aryan Kaganof）が日本で撮影した『シャボン玉エレジー』では、企画段階から参加し撮影監督として初のビデオカメラによる撮影を開始したが、撮影終盤となって監督と意見が対立し、降板することとなった。

## 人物
自身が影響を受けた映画としては、高校の頃に観た小栗康平監督『泥の河』、フェデリコ・フェリーニ監督『8 1/2』、アラン・レネ監督『去年マリエンバートで』、加藤泰監督『江戸川乱歩の陰獣』を挙げている。

## 監督作品
- 君と世界との戦いならば世界を支援せよ（In the fight between you and the world, back the world）（1985, 8mm, color, 20min）
- ETUDE OF DISTANCE（出演：加藤治代 1988, 8mm, color, 5min）
- STILL DISTANCE（1988, 8mm, color, 5min）
- GOOD-BYE BLUE SKY（1988, 8mm, color, 5min）
- 片方の目の中に月（The Moon in the One Eye）（1988, 8mm, color, 15min）
- DADA MORE THAN GAGA（1988, 8mm, color, 5min）
- hi ka ri（1988, 8mm, color, 5:37min）
- Wish You Were Summer（1988, 8mm, color, 4:13min）
- SKY'S GONE OUT（1988, 8mm, color, 3min）
- now-here（1988, 8mm, color, 7:31min）
- 安価なワイン・グラスを用いて光について考察するフィルム。（A Film That Uses a Cheap Wine Glass to Consider Light）（1988, 8mm, color, 2:21min）
- 水晶の舟は光の海を泳ぐ（Crystal Ship）（1988, 8mm, color, 4:35min）
- 悪趣味な私の一人称（MONOLOGUE IN MY BAD TASTE）（1988, 8mm, color, 3min）
- SURFACE（1989, 8mm, color, 2:57min）
- COMPOSITION（1989, 8mm, color, 2:28min）
- 東京天使病院（Tokyo Angel Hospital）（1989, 8mm, color, 14:00min）
- IN HEAVEN（1989, 8mm, color, 7:08min）
- REQUIEM（1989, 8mm, color, 13:35min）
- BYE-BYE（1989, 8mm, color, 3:03min）
- La Dance Macabre（1989, 8mm, color, 3:43min）
- Parlez-moi d’amour（聞かせてよ愛の言葉を）（1989, 8mm, color, 2:52min）
- スピノザのレンズ（Lenz of Spinoza）（1989, 16mm, color, 13:00min）
- 片足の神様（The God Crippled With One Leg）（JESUS WITH ONE LEG ）（1994, 16mm, color, 11:25min）
- 猫耳（ NEKO-MIMI）（1993, 16mm, color, 80min）
- Un Ange Passe（ An Angel Passing）（1995, 16mm, color, 14min）
- pb（2003, miniDV, b&w, 2min）

## 撮影監督

### 映画
- 鈴木章浩監督『天使の楽園』（ Looking for An Angel）（1999, color, 61min）
- イアン・ケルコフ（現Aryan Kaganof）監督『シャボン玉エレジー』（SHABONDAMA ELEGY）（1999, color, 85min）

## 舞台演出

### オペラ
- 東京室内歌劇場35期特別公演 《サテュリコン》（2004）

## 映画音楽

### アニメ作品
- 山村浩二作品『水棲』（Suisei）（Aquatic）（1987, 16mm,HD, 5min）YouTube

　受賞：ハイビジョン推進協会会長賞：ハイビジョン・アワード'92
- 山村浩二作品『天体譜』（Tentaifu）（Heavenly Bodies's Score）（1987, 16mm版, 2min)
- 山村浩二作品『月の小壜』（Tsukino Kobin）（Little Lunar Jug）（1988, 16mm,HD, 4min）
- 山村浩二作品『ひゃっかずかん』（Hyakkazukan）（Japanese-English Pictionary）（1988, 16mm,HD,4K, 12min）YouTube

　受賞：審査員特別賞：イメージフォーラムフェスティバル'90
- 山村浩二作品『ふしぎなエレベーター』（Fushigina Elevator）（The Elevator）（1991, SD,DCP, 8:24min）YouTube

　受賞：子ども向けのアニメーション部門第1位：第4回国際アニメーションフェステイバル広島大会
- 山村浩二作品『天体譜』（Tentaifu）（Heavenly Bodies's Score）（2020, HD版, 2min）YouTube

## 監修・コーディネイト

### ドキュメンタリー
- イアン・ケルコフ（現Aryan Kaganof）監督『Beyond Ultra Violence: Uneasy Listening by Merzbow』（1998, color, 72min）

## セルビデオ、ブルーレイディスク
- 猫耳（NEKO-MIMI）（VHS）（1998年、ミストラルジャパン）
- 黒澤潤短編集（VHS）（1998年、ミストラルジャパン）
- 黒澤潤作品集 Vol.1 片足の神様（Jun Kurosawa Selected works vol.1）（Blu-ray Disc）（2018年、KRAUT FILM）
- 黒澤潤作品集 Vol.2 光の形而上学（Jun Kurosawa Selected works vol.2）（Blu-ray Disc）（2020年、KRAUT FILM）